# Глория (Авейру)
Глория (порт. Glória) — район (фрегезия) в Португалии, входит в округ Авейру. Является составной частью муниципалитета Авейру. Находится в составе крупной городской агломерации Большое Авейру. По старому административному делению входил в провинцию Бейра-Литорал. Входит в экономико-статистический субрегион Байшу-Воуга, который входит в Центральный регион. Население составляет 9917 человек. Занимает площадь 6,80 км².